# Sylvain Codet
Sylvain Codet est un homme politique français né le 8 août 1743 à Paris et décédé le 22 octobre 1837 à Rennes (Ille-et-Vilaine).
Avocat, officier municipal de Rennes en 1790, il est député d'Ille-et-Vilaine de 1791 à 1792. En l'an IV, il est commissaire près le tribunal civil de Nantes, puis juge à la cour d'appel de Rennes en 1800. Il prend sa retraite en 1813.

## Sources
- « Sylvain Codet », dans Adolphe Robert et Gaston Cougny, Dictionnaire des parlementaires français, Edgar Bourloton, 1889-1891 [détail de l’édition]